# Aeolopetra palaeanthes
Aeolopetra palaeanthes is een vlinder uit de familie van de grasmotten (Crambidae). De wetenschappelijke naam van de soort is voor het eerst gepubliceerd in 1934 door Edward Meyrick.
De soort komt voor in Fiji.